# 布拉戈達特涅 (多林斯卡區)
48°5′59″N 33°1′24″E / 48.09972°N 33.02333°E
布拉戈達特涅（烏克蘭語：Благодатне），是烏克蘭中部的村莊，隸屬基洛夫格勒州的克羅皮夫尼茨基區。該村始建於1829年，面積0.79平方公里，海拔高度126米，2001年人口131，人口密度每平方公里165.4人。